# Sith Engine
Il Sith engine  è un motore grafico per videogiochi progettato da LucasArts.
Fu realizzato come evoluzione del precedente Jedi Engine. Venne utilizzato principalmente per la realizzazione di Star Wars: Jedi Knight: Dark Forces II (1997) e della sua espansione Star Wars: Jedi Knight: Mysteries of the Sith (1998). Una versione modificata, interamente adattata alla visuale in terza persona, fu programmata per lo sviluppo di Indiana Jones e la macchina infernale (1999).
Questo motore  renderizza in maniera molto semplice e non supporta alcuna pre-color trasparency, supporta modelli 3D ed è dotato di un sistema di filtering simile a quello del Nintendo 64.
Successivamente, è stato usato come base per un altro motore grafico, il GrimE, utilizzato per Grim Fandango (1998) e Fuga da Monkey Island (2000).